# Charles B. Sedgwick

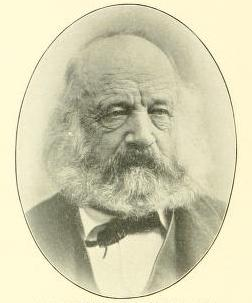
Charles Baldwin Sedgwick (1903)

Charles Baldwin Sedgwick (* 15. März 1815 in Pompey, New York; † 3. Februar 1883 in Syracuse, New York) war ein US-amerikanischer Jurist und Politiker. Zwischen 1859 und 1863 vertrat er den Bundesstaat New York im US-Repräsentantenhaus.

## Werdegang
Charles Baldwin Sedgwick wurde im letzten Jahr des Britisch-Amerikanischen Krieges im Onondaga County geboren. Er besuchte die Pompey Hill Academy und das Hamilton College in Clinton. Sedgwick studierte Jura. Nach dem Erhalt seiner Zulassung als Anwalt 1848 begann er in Syracuse zu praktizieren. Seine Studienzeit war vom Mexikanisch-Amerikanischen Krieg überschattet. Politisch gehörte er der Republikanischen Partei an. Bei den Kongresswahlen des Jahres 1858 für den 36. Kongress wurde Sedgwick im 24. Wahlbezirk von New York in das US-Repräsentantenhaus in Washington, D.C. gewählt, wo er am 4. März 1859 die Nachfolge von Amos P. Granger antrat. Er wurde einmal wiedergewählt. Bei seiner erneuten Wiederwahlkandidatur 1862 erlitt er eine Niederlage und schied dann nach dem 3. März 1863 aus dem Kongress aus. Seine letzte Amtsperiode war vom Bürgerkrieg überschattet. Ferner hatte er während dieser Zeit den Vorsitz über das Committee on Naval Affairs. Nach seiner Kongresszeit verbrachte er die nächsten zwei Jahre mit der Kodifizierung der Navygesetze für das United States Department of the Navy in Washington D.C. Danach ging er in Syracuse wieder seiner Tätigkeit als Anwalt nach, wo er am 3. Februar 1883 verstarb. Sein Leichnam wurde dann auf dem Oakwood Cemetery beigesetzt.